# Сафонов, Александр Михайлович
Александр Михайлович Сафонов — советский хозяйственный, государственный и политический деятель, заместитель директора Горьковского автомобильного завода Министерства автомобильной промышленности СССР. Лауреат Сталинской премии (1951). Герой Социалистического Труда (1971).

## Биография
Родился в 1912 году в городе Владимир. Член КПСС.
С 1932 года — на хозяйственной, общественной и политической работе. В 1932—1986 гг. — техник-электрик, мастер цеха шасси, старший электрик, сменный помощник начальника цеха, начальник электроремонтного цеха, цеха шасси, механосборочных цехов № 2 и № 4, начальник производства Горьковского автозавода, заместитель директора Горьковского автомобильного завода по производству, заместитель генерального директора производственного объединения «ГАЗ» по производству, первый заместитель генерального директора производственного объединения «ГАЗ».
В 1951 году удостоен Сталинской премии «за разработку конструкции и освоение производства легкового автомобиля „ЗИМ“».
Указом Президиума Верховного Совета СССР от 5 апреля 1971 года «за выдающиеся успехи в выполнении заданий пятилетнего плана по развитию автомобильной промышленности» удостоен звания Героя Социалистического Труда с вручением ордена Ленина и золотой медали «Серп и Молот».
Умер в Горьком в 1988 году. Похоронен на Старом Автозаводском кладбище.
Награды
- Герой Социалистического Труда
- Орден Ленина — трижды (09.01.1952; 22.08.1966; 1971)
- Орден Трудового Красного Знамени — трижды (16.09.1945, 27.09.1976, 18.05.1982)
- Орден Красной Звезды (09.03.1944)
- Медаль «За трудовую доблесть» (29.12.1941)